# Газовий якір
Газовий якір (рос.газовый якорь, англ. gas anchor; нім. Gasanker m) — газовий сепаратор, пристрій для відокремлення вільного газу, що міститься в пластовій рідині.
Принцип дії Г.я. базується на спливанні бульбашок газу при горизонтальному і низхідному русі рідини (потік рідини в газовому якорі повертається на 90 або 180°) та їх коалесценції.
Застосовують також конструкції, в яких відокремлення газу відбувається внаслідок дії відцентрових сил (потік рідини закручується скеровувальними лопатями).
Застосовується при насосному видобутку нафти. Встановлюється на всмоктувальній лінії глибинного насоса з метою підвищення його коефіцієнта наповнення.